# Sainte-Magnance
 Sainte-Magnance  es una población y comuna francesa que se encuentra en la región de Borgoña, departamento de Yonne, en el distrito de Avallon y cantón de Guillon.

## Demografía
| 374 | 364 | 355 | 336 | 325 | 353 |
| Para los censos de 1962 a 1999 la población legal corresponde a la población sin duplicidades (Fuente: INSEE [Consultar]) |     |     |     |     |     |